# Acer sinense
Acer sinense é uma espécie de árvore do gênero Acer, pertencente à família Aceraceae.